# Calathea lutea

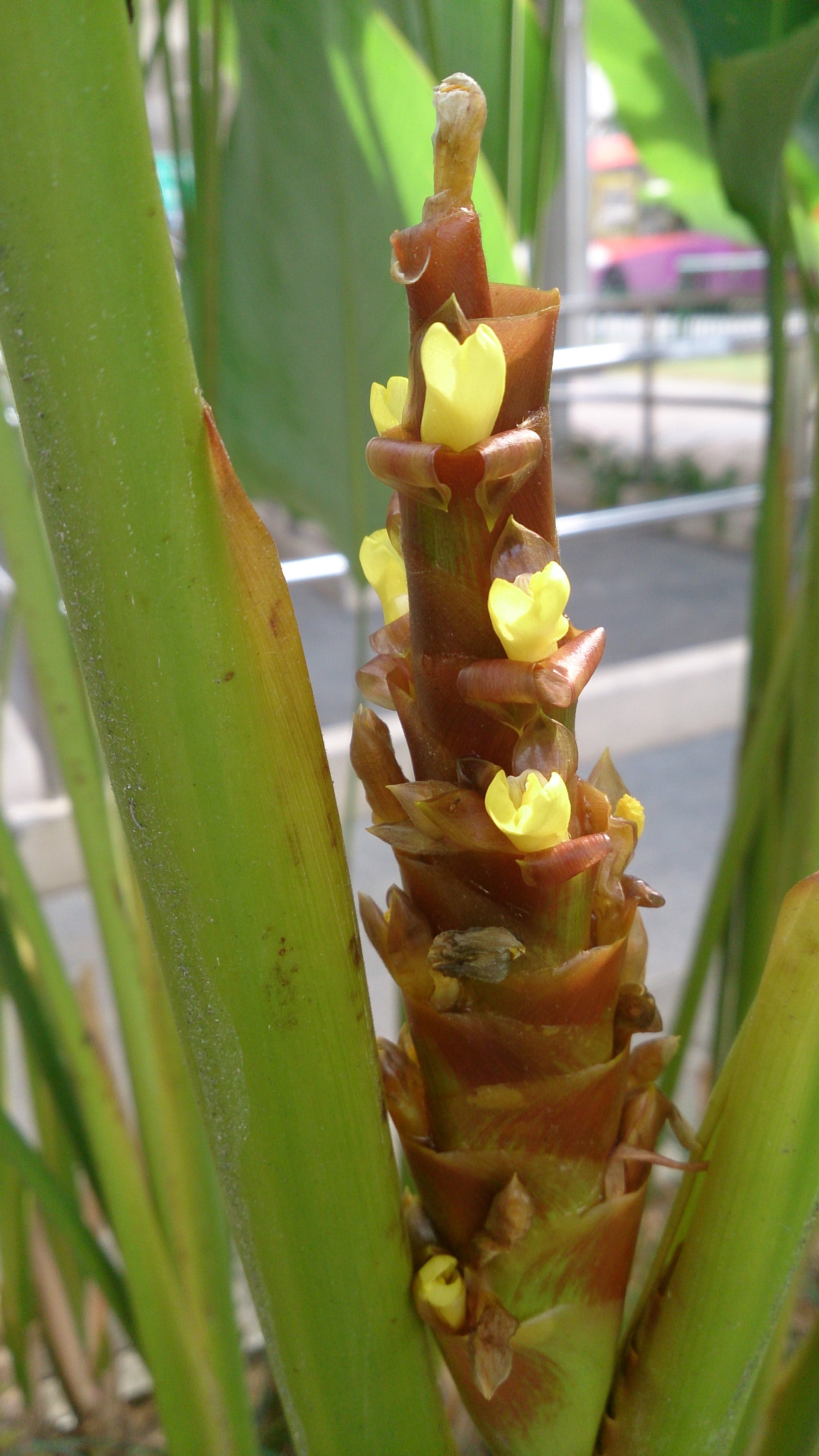
Detall

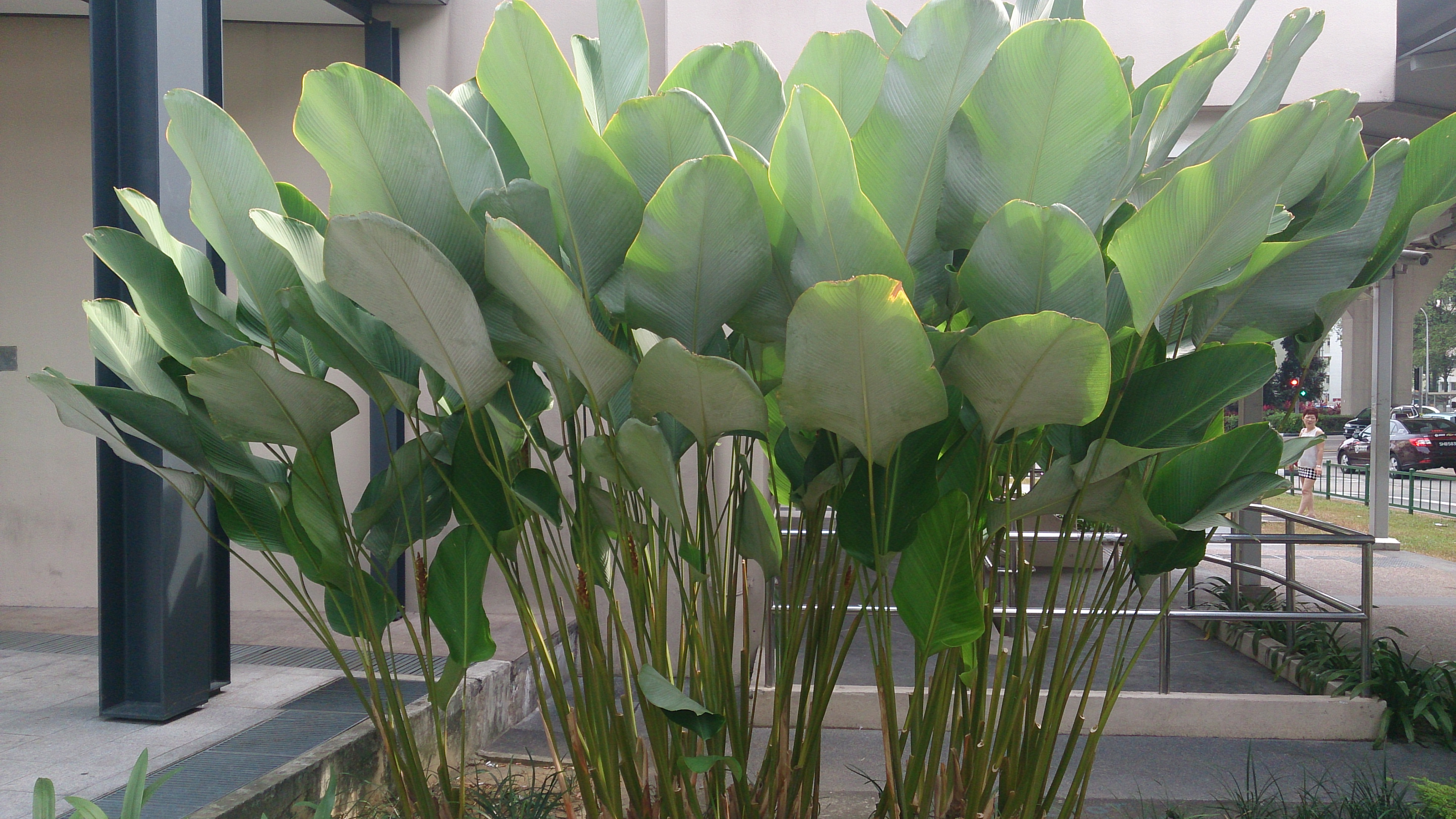
Vista de la planta

Calathea lutea és una espècie de planta pertanyent a la família de les marantàcies, que va ser descrita per la primera vegada per a la ciència el 1775 pel botànic francès Jean Baptiste Fusee-Aublet. És una planta que creix en el tròpic americà, les fulles del qual s'utilitzen, en alguns països, per a embolicar tamales, hallacas i altres aliments tous.

## Descripció
Són plantes caulescents, que aconsegueixen una grandària d'1,6 a 4 m d'alt.
Fulles vàries, basals i 1 (2) caulinars, làmines de 30 a 150 cm de llarg i 20 a 60 cm d'ample, àpex àmpliament arrodonit a truncat, densament ciliat-tomentoses, verds en el feix, blanc-ceraci pruïnoses en el revés.
Inflorescències: diverses per brot, cilíndriques, de 9 a 30 cm de llarg i 2,5 a 6 cm d'ample, bràctees 7 a 18, espiralades però aparentant ser una mica dístiques en el material sec, coriàcies, persistents, erectes, subglabres amb els marges pilosos en la superfície externa, glabres en la interna, bronzejades a cafè-vermelloses, flors obertes; sèpals 6 a 9 mm de llarg, matisats de rosat; corol·la groga clara, tub 25 a 29 mm de llarg, llops morat-cafès; estaminodis grocs. Càpsules obovoides, arrodonides, taronjades, velloses en la base, sèpals persistents; llavors verdoses.

## Distribució
És una espècie comuna, que es troba en llocs alterats desabrigats o en àrees pantanoses i al llarg de rius en les zones atlàntica i nord-central; a una altitud a partir de 0 a 300 m (fins a 900 m a Boaco, Nicaragua); floreix i fructifica durant tot l'any, però principalment de febrer a maig; del Mèxic al Brasil i el Perú, així com a les Antilles. Encara que també resisteixen els 2.000 metres, com en l'orient d'Antioquia i l'Eix Cafeter a Colòmbia.

## Usos
Les fulles s'usen per a embolicar aliments que solen dir-se fiambre o zarapa, també serveix d'empaquetatge de tamales a Antioquia i Santander, i pastissos i hayacas a la regió Carib (Colòmbia o Veneçuela o els dos països), als juanes a Moyobamba i Tarapoto (el Perú), així com en la preparació del ayampaco i el maito a l'Equador i ocasionalment per a ensostrar. A més el suc del seu rizoma i tiges posseeix una gran valor diürètic.
A Panamà s'utilitza per a embolicar el tamal, sigui de blat de moro vell o nou; per a embolicar el mono - menjar complet en l'àrea de Chiriquí i, algunes vegades, la panela dulce.

## Taxonomia
Calathea lutea va ser descrita per (Aubl.) E.Mey. ex Schult. i publicat a Mantissa 1: 8. 1822.
Sinonímia
- Maranta lutea Aubl., Hist. Pl. Guiane 1: 4 (1775).
- Phrynium luteum (Aubl.) Sweet, Hort. Brit., ed. 2: 494 (1830).
- Phyllodes lutea (Aubl.) Kuntze, Revis. Gen. Pl. 2: 695 (1891).
- Maranta disticha Buc'falç, Herb. Color. Amérique: t. 156 (1783).
- Maranta cachibou Jacq., Fragm. Bot.: 52 (1806).
- Maranta casupo Jacq., Fragm. Bot.: 51 (1806).
- Calathea discolor G.Mey., Prim. Fl. Esseq.: 7 (1818).
- Phrynium casupo (Jacq.) Roscoe, Monandr. Pl. Scitam.: t. 43 (1827).
- Calathea cachibou (Jacq.) Lindl. ex Horan., Prodr. Monogr. Scitam.: 12 (1862).
- Calathea magnifica C.V.Morton & Skutch, J. Wash. Acad. Sci. 20: 372 (1930).[3]